# پدرو آمات
پدرو آمات (اسپانیایی: Pedro Amat‎؛ زادهٔ ۱۳ ژوئیهٔ ۱۹۴۰) بازیکن هاکی روی چمن اهل اسپانیا بود.